# حمیدالله میرمرادزهی
حمیدالله میرمرادزهی (۱۳۲۸ در سراوان) نماینده مردم سیستان و بلوچستان در مجلس خبرگان قانون اساسی بود.
مرادزهی پیش از انقلاب ۱۳۵۷ با مدرک کارشناسی ارشد حقوق خصوصی در وزارت آب و برق و مؤسسه بررسی آفات گیاهی فعال بوده و همچنین به عنوان وکیل در دادگستری زاهدان و فعالیت می‌کرد اما پس از انقلاب و بعد از پایان مجلس خبرگان قانون اساسی تنها به شد.
او از مخالفان اصل ولایت فقیه بوده و ان را در تعارض با حقوق مردم می‌دانست.